# Ichikawa Ennosuke III
Ichikawa Ennosuke III (三代目 市川 猿之助, Sandaime Ichikawa Ennosuke), né le 9 décembre 1939 à Tokyo et mort le 13 septembre 2023 dans la même ville, est un acteur japonais du théâtre kabuki, réputé pour son amour des keren (trucs de scène). Il est considéré comme le roi des chūnori et a survolé le public, suspendu par des cordes, plus de 5 000 fois.

## Biographie
Ennosuke fait ses débuts sur scène à l'âge de huit ans au Tōkyō Gekijō sous le nom Ichikawa Danko III. Il prend formellement le nom Ennosuke en 1963 à l'âge de vingt-quatre ans. Il est le frère d'Ichikawa Danshirō IV ; leur père est Ichikawa Danshirō III. Leur arrière-grand-père et grand-père respectivement, sont Ichikawa Danshirō II et Ichikawa Eno, les premiers à porter le nom Ichikawa Ennosuke.
Ennosuke est connu comme un grand partisan des costumes spectaculaires, des flamboyantes affiches de théâtre et des trucs scéniques (keren), méprisés par de nombreux connaisseurs de kabuki comme étant des astuces « pour la galerie » et comme source de distraction du vrai art dramatique. Cependant, parmi ceux qui apprécient les keren, Ennosuke est très bien considéré. Il a joué un chūnori pour la première fois en 1968 dans le rôle du renard dans la pièce Yoshitsune Senbon-sakura et pour la cinq millième fois en 2010 dans le rôle de Guan Yu. Il a redonné vie à un certain nombre de pièces anciennes dont Date no Jūyaku (les dix rôles de Date), dans lequel il interprète les dix rôles en une seule représentation, grâce à l'emploi de diverses méthodes de hayagawari (changement rapide de costume).
En novembre 2003, Ennosuke présente les symptômes d'un accident vasculaire cérébral et suspend ses représentations pendant la plus grande partie de l'année suivante. 
Son fils est l'acteur Teruyuki Kagawa.